# Feu blanc clignotant
Le feu blanc clignotant, aussi appelé manœuvre réduite, est un signal ferroviaire de type SNCF.

## Définition
Le feu blanc clignotant commande la marche en manœuvre sur un parcours de faible longueur.
Il interdit dans tous les cas le départ en ligne d'un train.